# El Houaita
El Houaita là một đô thị thuộc tỉnh Laghouat, Algérie. Dân số thời điểm năm 2002 là 1.29 người.